# Almont-les-Junies
Almont-les-Junies település Franciaországban, Aveyron megyében. Lakosainak száma 438 fő (2022. január 1.). Almont-les-Junies Conques-en-Rouergue, Firmi, Flagnac és Saint-Parthem községekkel határos.

## Népesség
A település népessége az elmúlt években az alábbi módon változott:
| Lakosok száma | 565  | 518  | 472  | 481  | 485  | 478  | 464  | 445  | 441  | 438  |
|               | 1968 | 1982 | 1990 | 2006 | 2013 | 2015 | 2017 | 2019 | 2020 | 2022 |